# ソニア・ローザ
ソニア・ローザ（本名：Sonia Angelica De Carvalho Rosa、1949年 - ）は、日本で活動する女性歌手。ブラジル・サンパウロ出身。日本でのボサノヴァ普及に貢献した。クラブ・ラジオDJのDJ TAROは実子。

## 経歴
裕福な家庭に生まれた。父親のオラーヴォは有名な競馬騎手だった。6歳の頃からギターをさわり始め、ジョアン・ジルベルトの曲を覚えるなど音楽性を磨く。中学校卒業後作詞作曲も始め、18歳の時にリオのポピュラー音楽コンクールに入賞し、1967年に国内大手のコンチネンタル・レコードからＬＰ「ア・ボッサ・ローザ・デ・ソーニャ」を発売。10代でボサノヴァ歌手として頭角を現す。
サンパウロでナイトクラブ「イチバン」を経営していた小野リサの実父小野敏郎と知り合い、小野の推薦で大阪万博の招聘歌手として1969年に日本へ渡った。当時ボサノバはブラジルでは下火になっていたが日本では好まれていた。
テレビ番組「ミュージック・フェア」に出演したことからサックスプレーヤー・渡辺貞夫クアルテットのレコーディングに招かれ、渡辺と全国ツアー公演に参加することになった。渡辺プロデュースで1970年に日本デビュー。ライブハウスで渡辺の演奏のもとで歌声を披露していた。渡辺が登場できない日にピアノを弾いていた大野雄二と意気投合。大野はTVテーマやCM音楽でソニアを数多く起用、アルバムも発表している。テレビ番組「イレブンＰＭ」や大橋巨泉のラジオ番組、フジテレビ系「ナイト・ショー」にもレギュラー出演し、テレビドラマ「遥かな坂」のテーマ曲や日本歌謡曲も手掛けた。
1971年、新宿のミュージック・レストラン「グリーン・グリーン」のこけら落としショーに選ばれたのが縁で同店のオーナーと結婚したが、その後別の実業家と再婚。
80年代後半以降、子育てに専念していたが、音楽性の再評価の高まりを受けて、2006年には実子・DJ TAROプロデュースでアルバム「DEPOIS DO NOSSO TEMPO」をリリースし、日本のミュージックシーンに復帰している。
フェラーリ・テスタロッサを愛車に、目黒の豪邸で夫と2人暮らし。

## 作品

### シングル
| 発売日       | レーベル             | 品番      | 面 | タイトル                   | 作詞         | 作曲     | 編曲     | 備考                                         |
| ------------ | -------------------- | --------- | -- | -------------------------- | ------------ | -------- | -------- | -------------------------------------------- |
| 1967年       | Continental          | CS-50.032 | A  | ... E Fim                  |              |          |          |                                              |
| 1967年       | Continental          | CS-50.032 | B  | Adeus Guacyra              |              |          |          |                                              |
| 1970年2月    | 東芝音楽工業 Express | EP-1207   | A  | 青いベッド                 | 山上路夫     | 鈴木邦彦 | 鈴木邦彦 |                                              |
| 1970年2月    | 東芝音楽工業 Express | EP-1207   | B  | モーニング・コーヒー       | 山上路夫     | 鈴木邦彦 | 鈴木邦彦 |                                              |
| 1975年5月5日 | エレックレコード     | GS-8006   | A  | 帰らざる日々               | 岩間芳樹     | 坂田晃一 | 坂田晃一 | NHK『銀河テレビ小説』オープニングテーマ。    |
| 1975年5月5日 | エレックレコード     | GS-8006   | B  | 時のいたずら               | 阿久悠       | 坂田晃一 | 坂田晃一 |                                              |
| 1976年8月5日 | 東芝EMI Express      | ETP-10047 | A  | つぶやき                   | 万里村ゆき子 | 坂田晃一 | 坂田晃一 | 池内淳子主演のテレビドラマ『渇愛』の主題歌。 |
| 1976年8月5日 | 東芝EMI Express      | ETP-10047 | B  | すがお                     | 万里村ゆき子 | 坂田晃一 | 坂田晃一 |                                              |
| 1979年       | CBS・ソニー          | 06SH-518  | A  | 東京イン・ザ・ブルー       | 竜真知子     | 大野雄二 | 大野雄二 | テレビ朝日系『遥かな坂』主題歌。             |
| 1979年       | CBS・ソニー          | 06SH-518  | B  | チャーリー、マイ・ダーリン | 竜真知子     | 大野雄二 | 大野雄二 |                                              |

### アルバム
| 発売日         | レーベル             | 種類 | 品番       | アルバム                      | 備考                                   |
| -------------- | -------------------- | ---- | ---------- | ----------------------------- | -------------------------------------- |
| 1967年         |                      | LP   |            | A Bossa Rose De Sonia         |                                        |
| 2004年11月1日  |                      | CD   |            | A Bossa Rose De Sonia         |                                        |
| 1970年         | 東芝音楽工業 Express | LP   | EP-7751    | Sensitive Sound of Sonia Rosa |                                        |
| 1971年         | 東芝音楽工業 Express | LP   | ETP-8111   | Sensitive Sound of Sonia Rosa |                                        |
| 2011年         | Vivid Sound          | CD   | VSCD-606   | Sensitive Sound of Sonia Rosa |                                        |
| 1974年         |                      | LP   |            | Spiced With Brazil            |                                        |
|                |                      | LP   | EM-1037    | Spiced With Brazil            | オーディオ特典用非売品LPの重量再発盤。 |
| 2001年10月11日 | ソニーミュージック   | CD   |            | Spiced With Brazil            |                                        |
| 1979年         | CBS・ソニー          | LP   | 25AH-505   | Samba Amour サンバ・アモール  |                                        |
| 1991年         | ソニーミュージック   | CD   | SRCL-1899  | Samba Amour サンバ・アモール  |                                        |
| 2006年10月4日  | Avex Marketing       | CD   | AVCD-61008 | Depois Do Nosso Tempo         |                                        |

### シングル以外のTVテーマ
全て大野雄二作曲。
- 男と女がいて（日本テレビ系『俺はご先祖さま』オープニングテーマ）
- フェアリー・ナイト（よみうりテレビ（現・ytv）系『ルパン三世 PARTIII』エンディングテーマ）
- 愛のダ・カーポ（日本テレビ系『ルパン三世 愛のダ・カーポ〜FUJIKO'S Unlucky Days〜』挿入歌）
- LOVE SQUALL（po do amor）（日本テレビ系『ルパン三世 EPISODE:0 ファーストコンタクト』挿入歌）
- NHK『銀河テレビ小説』オープニングテーマ

『鏡の中の女』（1981年）
『夏に逝く女』（1982年）

### CMソング
- 金鳥 「キンチョール」 （1974年）